# Banque nationale de sang de phénotype rare
La Banque nationale de sang de phénotype rare (BNSPR) a pour mission de conserver congelées des unités de sang dont les phénotypes, qu'ils soient rares dans un système de groupe sanguin, ou du fait de leur combinaison phénotypique, se rencontrent à une fréquence inférieure à 4 pour 1 000 dans la population.
Statistiquement, 700 000 personnes sont concernées en France. Une carte de groupe sanguin rare est délivrée à ces personnes par le Centre national de référence pour les groupes sanguins (CNRGS), carte (ou copie) qui doit être portée sur soi et présentée en cas d'accident (chirurgie), pathologie (anémie) ou état (grossesse) susceptible de nécessiter une transfusion. Lorsqu'un malade présente un anticorps correspondant à un ou aux antigènes qui lui manquent, il est nécessaire de faire appel à la BNSPR pour pouvoir le transfuser. Et dans certains cas, même en l'absence d'anticorps, il est souhaitable de transfuser ces patients en sang phénotypiquement identique, pour éviter une immunisation qui rendrait toute transfusion ultérieure problématique. Des recherches sur les érythrocytes de culture pourraient en cas de développement de la technique améliorer la disponibilité.
Les sujets en bonne santé et aptes au don, de groupe O (ABO:-1,-2) ou A (ABO:1,-2) de préférence, ayant ces phénotypes rares, sont donc appelés, régulièrement ou en cas de besoin, à faire un don de sang, tant pour autrui qu'éventuellement pour eux-mêmes. Ce don est alors adressé à la BNSPR pour congélation, et sera décongelé et transfusé au malade qui en aura besoin. En cas d'intervention non urgente prévue chez ces personnes, autant que possible si leur santé le permet, un protocole de transfusion autologue différée (TAD) programmée sera mis en place.